# يوسوك كاتو
يوسوك كاتو (باليابانية: 加藤友介؛ بالكانا: カトウ ユウスケ) هو لاعب كرة قدم ياباني، ولد في 13 فبراير 1986 في مينوه في اليابان. لعب مع ديفينسوريس دي بيلغرانو وميو بيواكو كوساتسو ونادي بوليس تيرو ونادي ديمبو وهوراكان.

## وصلات خارجية
- يوسوك كاتو على موقع قاعدة بيانات كرة القدم.إي يو (الإنجليزية)
- يوسوك كاتو على موقع Soccerway.com (الإنجليزية)